# ナジムッディーン・アイユーブ
ナジムッディーン・アイユーブ（アラビア語: الملك ألأفضل نجم الدين أيوب بن شاﺬي بن مروان、al-Malik al-Afdal Najm ad-Din Ayyub ibn Shadhi ibn Marwan、? - 1173年8月）は、ザンギー朝のクルド系軍人、政治家。ナジムッディーン・アイユーブの息子の一人サラーフッディーン（サラディン）はエジプトで王朝を創始し、彼が建てたアイユーブ朝は王家の始祖であるナジムッディーン・アイユーブの名前を冠している。

## 出自
アイユーブはクルド人のHadhabani族の支族であるRevend（Revendi、もしくはRawadiya）族の出身であり、後代の歴史家は伝承に基づいてRevend族をクルドの名家に数えている。758年頃にRevend族はアルベラ（アルビール）からドゥヴィンに移住した。ロシアの東洋学者であるウラジーミル・ミノルスキーはRevendの語源について、アラビア語の「Rawadiya」が転訛した可能性を指摘し、アイユーブたちがアラブ文化の影響を受けたクルド人だと推測した。さらにミノルスキーは「Rawadiya」とは部族の指導者の名前に由来する語であるとも述べており、Revend族の指導者はアラブ人を祖とする可能性があるとも言える。

## 生涯
アルメニアのドゥヴィン近郊のアジュダナカーン村で、アイユーブはシャーディー・イブン・マルワーンの子として生まれる。アイユーブ一族はシャッダード朝との関係が深く、1130年にシャッダード朝がドゥヴィンを喪失した後、シャーディーはアイユーブとその弟シール・クーフを伴ってバグダード、次いでティクリートに移住した。シャーディーはセルジューク朝に仕えるバグダードの軍事長官ビフルーズの知遇を受けてティクリートの統治を命じられ、シャーディーの没後にアイユーブは父の地位を継承した。
1131年、セルジューク朝との抗争に敗れたイマードゥッディーン・ザンギーが、本拠地のモースルに帰還するためにティクリートを通過しようとする。アイユーブはザンギーの逃走を助けたが、ビフルーズからの叱責を受けた。1137年/38年にシール・クーフが怒りに駆られてキリスト教徒の官吏を殺害する事件が起き、セルジューク朝のスルターンからの懲罰を恐れたビフルーズによってアイユーブたちはティクリートからの立ち退きを命じられる。アイユーブはティクリートからの立ち退きの日に子供を授かった子供にユースフと名付け、一族とともにモースルのザンギーの元に落ち延びた。ザンギーはアイユーブ一家を歓迎し、アイユーブとシール・クーフはザンギーの軍団の司令官に任じられる。1139年にシリア北方のバールベックを獲得したザンギーは、町の統治をアイユーブに委任する。
1146年にザンギーが暗殺された後、バールベックはダマスカスのアタベク（ブーリー朝）・ムイーヌッディーン・ウヌルの包囲を受ける。アイユーブは交渉を経てムイーヌッディーンにバールベックを明け渡し、代償として金銭とダマスカス周辺のいくつかの村落を獲得し、家族を連れてダマスカスに移住した。一方、シール・クーフは兄と異なり、アレッポを本拠地とするザンギーの息子ヌールッディーン・マフムードに仕えることになる。1148年に第2回十字軍によってダマスカスが包囲を受けたとき、ムイーヌッディーンはやむなくヌールッディーンと同盟を結んだ。アイユーブはヌールッディーンに仕えるシール・クーフと連絡を取り合い、1154年のヌールッディーンによるダマスカスの無血開城に大きな役割を果たした。アイユーブの功績はヌールッディーンから高い評価を受け、アイユーブはイクターを授与され、引き続きダマスカスに留まった。
アイユーブの息子のサラディン（ユースフ）もヌールッディーンに仕え、シール・クーフとともに十字軍勢力の攻撃に晒されるエジプトのファーティマ朝に派遣された。1170年2月にはアイユーブもカイロに赴き、助言者としてサラディンのエジプト支配を支えた。サラディンがファーティマ朝の宰相となった後、サラディンとヌールッディーンの関係は徐々に悪化しており、アイユーブは二人の仲介役としての役割を果たす。
1173年8月、アイユーブは乗馬中の事故によって落命する。

## 子
- トゥーラーン・シャー（al-Malik al-Mu'azzam Shams ad-Dawla Turan-Shah）
- サラーフッディーン（サラディン）
- トゥグテギーン（al-Malik al-'Aziz Sayf al-Islam Tughtekin）
- ヌールッディーン・シャーハンシャー（Nur ad-Din Shahanshah）
- アル＝アーディル
- アブー・サイード・ブーリー（Taj al-Muluk Abu Sa'id Buri ）
- 娘

## 翻訳元記事参考文献
- Baha ad-Din ibn Shaddad, The Rare and Excellent History of Saladin, ed. D. S. Richards, Ashgate, 2002.
- The Damascus Chronicle of the Crusades, Extracted and Translated from the Chronicle of Ibn al-Qalanisi. H.A.R. Gibb, 1932 (reprint, Dover Publications, 2002)
- Vladimir Minorsky, "The Prehistory of Saladin", in Studies in Caucasian History, Cambridge University Press, 1957, pp. 124–132. (available online)
- M. C. Lyons and D. E. P. Jackson, Saladin: the Politics of the Holy War, Cambridge University Press, 1982.
- P. M. Holt, The Age of the Crusades: The Near East from the Eleventh Century to 1517, Longman, 1986.